# هشام آمنة
اللواء هشام عبد الغني عبد العزيز آمنة (10 ديسمبر 1962 -) هو وزير التنمية المحلية المصري السابق، ومحافظ البحيرة الأسبق في أغسطس سنة 2018.

## حياته ونشأته
هشام عبد الغني عبد العزيز آمنة ولد في 10 ديسمبر سنة 1962، حصل هشام آمنة على بكالوريوس علوم عسكرية من الكلية الحربية المصرية ،وبكالوريوس التجارة من جامعة القاهرة.

## مناصب
تولى آمنة العديد من المناصب منها؛
- قائد سرية مدفعية صاروخية،
- ضابط بأمن الحرس الجمهوري،
- قائد سرية بشرطة الحرس الجمهوري،
- نائب رئيس شرطة الحرس الجمهوري،
- قائم باعمال رئيس شرطة الحرس الجمهوري
- رئيس فرع شرطة الحرس الجمهوي
- مساعد رئيس اركان الحرس الجمهوري
- ثم تولية رئيس فرع شرطة الحرس الجمهوري مرة اخري بجانب مساعد رئيس الأركان
- رئيس مدينة القصير
- رئيس مدينة سفاجا.
- محافظ البحيرة أغسطس سنة 2018.
- وزير التنمية المحلية

## إسهامات
تولى هشام آمنة العديد من الأعمال التي مارسها خلال فترة الانتداب من المدفعية للعمل بالحرس الجمهوري؛
- تولي أعمال التأمين والحراسة لرئيس الجمهورية داخل وخارج الجمهورية.
- أعمال التأمين والحراسة للملوك ورؤساء الدول العربية والأجنبية عند زيارة مصر.
- التنسيق مع الأجهزة الأمن المختلفة لتنفيذ مهام التأمين داخل وخارج الجمهورية.
- أعمال المراسم والتشريفات.
- أعمال التدريب والتعليم المختلفة.
- الإشراف على مشكلات وقضايا أفراد الحرس الجمهوري في النيابات العامة والعسكرية أقسام الشرطة المدنية وسرايا الشرطة العسكرية.

وحصل اللواء هشام آمنة على فرقة قادة فصائل، فرقة مساحة راقية، فرقة استخدام عربة مسار، فرقة ضباط سطح ومساحة، فرقة قادة سرايا، فرقة قادة كتائب.